# Душ Сантуш, Мануэл
Мануэ́л душ Са́нтуш Ферна́ндеш (порт. Manuel dos Santos Fernandes; род. 28 марта 1974, Прая, Кабо-Верде) — французский футболист, выступавший на позиции защитника.

## Биография
Родился 28 марта 1974 в столице Кабо-Верде городе Прая, за год до обретения страной независимости от Португалии. В детстве Мануэл с родителями переехал во Францию, где начал заниматься футболом в академии «Монако». С 1995 года стал играть за основную команду. Дебютировал в Лиге 1 25 июля в матче 2-го тура против «Ниццы».
В 1997 году перешёл в «Монпелье», а затем, в 2000 году, в «Олимпик Марсель». В составе «Марселя» дошёл до финала Кубка УЕФА 2003/2004, где его команда уступила со счётом 0:2 испанской «Валенсии». В 2004 году подписал контракт с португальской «Бенфикой». В первый же сезон в новом клубе стал чемпионом и финалистом Кубка Португалии, а также выиграл Суперкубок. Покинул команду по ходу следующего сезона 2005/06, вернувшись в «Монако». Последний сезон на профессиональном уровне (2007/08) отыграл за клуб «Страсбур».
С 2010 года работает тренером в академии «Монако».

## Достижения
«Монако»
- Чемпион Франции: 1996/1997

«Марсель»
- Финалист Кубка УЕФА: 2003/2004

«Бенфика»
- Чемпион Португалии: 2004/2005
- Финалист Кубка Португалии: 2004/2005
- Обладатель Суперкубка Португалии: 2005